# Psednometopum aldabrense
Psednometopum aldabrense är en tvåvingeart som först beskrevs av Lamb 1914.  Psednometopum aldabrense ingår i släktet Psednometopum och familjen borrflugor. Inga underarter finns listade i Catalogue of Life.